# Világítócápa
A világítócápa (Isistius brasiliensis) a tüskéscápa-félékhez tartozó kisméretű cápafaj. Táplálkozási módja jellegzetes, nagyobb halak vagy cetek testéből harap ki egy-egy darabot. Hasi oldalán bőrébe ágyazódva fotoforok találhatóak, melyek zöldes fénnyel világítanak; ez a cápafaj képes valamennyi közül a legerősebb fényt kibocsátani. Az emberre általában nem veszélyes, de előfordult már, hogy búvárokat vagy hajótörötteket megharapott. Több alkalommal is megrongálta tengeralattjárók külső vezetékeit vagy szonárját.

## Megjelenése

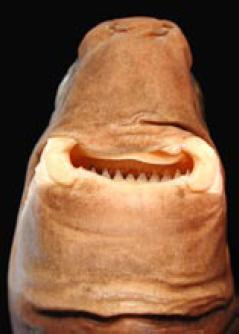
A világítócápa szája

A világítócápának maximum 56 cm (a nőstényeknél, hímek esetében 42 cm) hosszú, megnyújtott, szivar alakú teste van. Feje kicsi, orra egészen rövid és lekerekített. Szemei a fejhez képest kimondottan nagyok, oválisak, zöldes színűek és elöl helyezkednek el, bár térlátást nem tesznek lehetővé. Szemei mögött, a fej felső oldalán két jól kivehető légzőnyílás helyezkedik el. Szájnyílása rövid és megnagyobbodott, húsos, szívószervként működő ajkak szegélyezik. Felső állkapcsában 30–37, az alsóban 25–31 fogsor helyezkedik el egymás mögött; számuk az állat méretével növekszik. Felső és alsó fogai nagyon különböznek: a felső állkapocsban kicsi, keskeny, sima szélű, tövisszerű fogak ülnek, míg az alsó állkapocsban jóval nagyobb és szélesebb, késpengeszerű fogak találhatók, melyek alapja átfed, így folyamatos vágófelületet képez. Fejének két oldalán öt pár kis kopoltyúrés látható.
Mellúszói rövidek, nagyjából trapéz formájúak. Két tüske nélküli (rokonaival, a tüskéscápákkal ellentétben) hátúszója egészen hátratolódott; az első valamivel a hasúszó vonala előtt ered, a második valamivel a hasúszó mögött. A második hátúszó valamivel nagyobb az elülsőnél és a hasúszó pedig mindkettőnél nagyobb. Farok alatti úszója nincs. Farokúszója széles, felső lebenye valamivel nagyobb az alsónál és a gerinc végződésénél feltűnő bevágás látható rajta. Dermális plakoidjai ellapultak és négyszögletesek, középütt kissé homorúak. Színe csokoládébarna, hátán sötétebb, hasán világosabb árnyalatú és a kopoltyúk magasságában egy sötét gallérszerű sáv övezi a fejét. Úszóinak szegélye áttetsző, kivéve a farkúszót, melynek felső és alsó lebenyének csúcsa egészen sötét. Hasának bőrébe fénytermelő sejtek, fotoforok ágyazódtak be, melyek működésekor a cápa alsó része zöldesen foszforeszkál.  

## Elterjedése
A világítócápa valamennyi óceán meleg vagy trópusi vizeiben él az é.sz. 20° és a d. sz. 20° között, ahol a víz felszíni hőmérséklete eléri a 18–26 °C-t. Az Atlanti-óceán nyugati felén a Bahamáknál és a brazil partoknál, keleten a Zöld-foki-szigeteknél és a Guineai-öbölben figyelték meg. Előfordul Madagaszkárnál, Ausztrália és Japán környékén, valamint a csendes-óceáni szigeteknél (Fidzsi, Hawaii, Húsvét-sziget, Galapagos). A cápát nem fogták ki, de a tengeri emlősökön feltehetően általa hagyott sebhelyek alapján lehetséges, hogy Kalifornia magasságáig is elvándorol.
A világítócápa a nappalt a tengerfenék közelében tölti (akár közel 4 ezer méter mélyen), majd éjszaka felvándorol a felszín közelébe; többnyire 85 méter alatt marad, de ritkán egészen a felszínig feljön. A rokon Euprotomicrus és Squaliolus genusokhoz képest jobban tolerálja az alacsony oxigénszintet. Gyakran szigetek közelében található, talán ott vannak az ívóhelyei vagy a zsákmányállatait követi. A nemek fizikai elkülönülésére nincs bizonyíték. 

## Életmódja

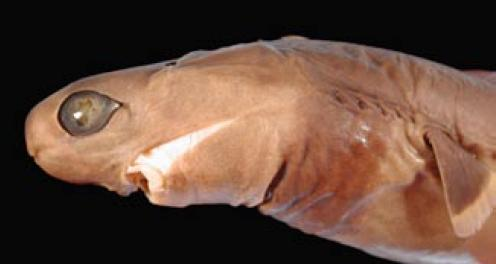
A cápa feje oldalról

A világítócápa opportunista ektoparazita: elsősorban nála jóval nagyobb halak és tengeri emlősök testéből harap ki kisebb húsdarabokat, de a kis halakat vagy egyéb zsákmányállatokat egészben is lenyeli. Teste is ehhez alkalmazkodott, ajkaival szívja rá magát a zsákmány testére, majd erőteljes alsó fogsorával félgömb alakú darabot harap ki belőle. Harapása nagyon erős, koponyájának és állkapcsainak porcai az izmok jobb támasztása érdekében elmeszesedtek. Úszói kicsik és izmai fejletlenek, azért gyors úszásra nem képes, többnyire lebegve várja áldozatát; nagy farokúszói segítségével azonban képes egy rövid ideig tartó sprinttel megközelíteni a nála többnyire gyorsabb tempójú zsákmányt. A lebegést elősegítendő, testsúlyának akár egyharmadát is kitevő mája a víznél kisebb sűrűségű lipidekben gazdag (cápaolaj).
A többi cápához hasonlóan a világítócápa is cseréli a fogait, de tőlük eltérően alsó állkapcsából nem egyenként hullanak/törnek ki a fogak, hanem a teljes fogsor egyszerre cserélődik. Becslések szerint míg 14 cm-esről 50 cm-re megnő, a cápa 15-ször cseréli alsó fogsorát; eközben a régi fogait lenyeli, hogy visszanyerje azok kalciumtartalmát. A többi cápától eltérően szemének retinájában az érzékelő idegsejtek vízszintes sáv helyett koncentrikusan helyezkednek el, ami segíthető az állat előtt úszó zsákmányra való fókuszálást. A világítócápa kisebb csoportokban úszik, ami növeli az odacsalogató világítási technika hatékonyságát, illetve elriaszthatja a kisebb ragadozókat. 

### Biolumineszcencia
A világítócápa zöld lumineszkálása valamennyi fénytermelő cápáénál erősebb és kifogása után három óráig is megmarad. A hasi elhelyezkedésű fotoforok halvány fénye a felülről érkező derengő napfényben elrejti az állat körvonalait az alulról közelítő ragadozó elől; ezt a stratégiát sok, közepes mélységben élő hal alkalmazza. A fotoforok elszórtan helyezkednek el a bőrpikkelyek között és szabad szemmel nem vehetők észre.
Van olyan elképzelés, hogy a nyaknál elhelyezkedő sötét, nem-világító örv azt a célt szolgálja, hogy kisebbítse a lumineszkáló cápa körvonalait, és ezzel odavonzza a kisebb és közepes ragadozókat, amelyekből aztán a cápa táplálkozhat. A világítócápák csoportja így kis halrajt utánoz, ami különösen vonzóan hathat.

### Táplálkozása

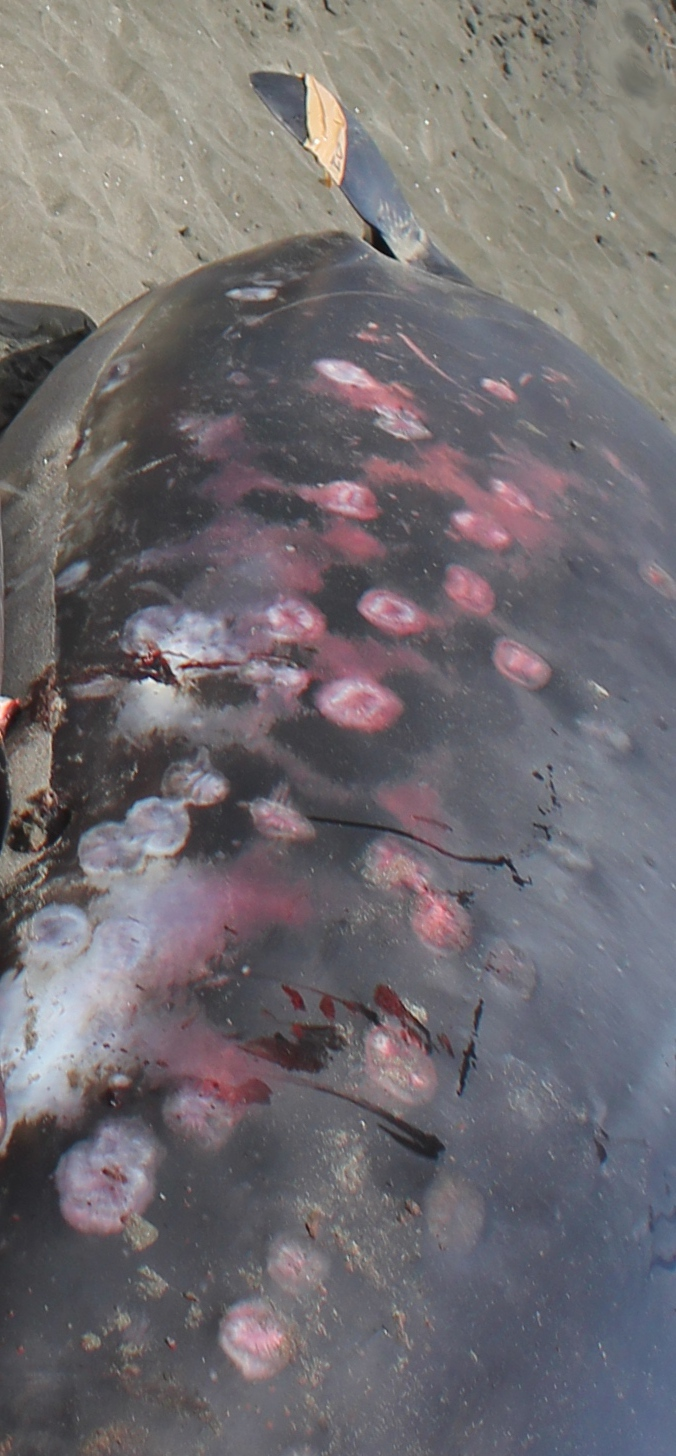
Világítócápák harapásai egy partra vetődött bálna testén

A világítócápa bármilyen közepes vagy nagy méretű tengeri állatból táplálkozhat; harapását megtalálták ceteken (delfineken, csőrös- és szilásceteken, ámbrásceteken), fókákon (medvefókán, leopárd- és elefántfókán), dugongokon, cápákon (kékcápán, koboldcápán, óriáscápán, fehér cápán, óriásszájú cápán és tigriscápán), tüskésrájákon és csontos halakon (többek között kardhalakon, tonhalakon, dorádókon, tüskésmakrélákon vagy kígyómakrélákon). Rendszeresen vadászik a nála valamivel kisebb, 15–30 cm-t meg nem haladó kalmárokra vagy nagyobb evezőlábú rákokra is.
A cápa harapása kb. 5 cm átmérőjű és 7 cm mély sebet hagy maga után. Helyenként kimondottan gyakori is lehet, Hawaii mellett szinte valamennyi trópusi delfin viseli a támadása nyomát. Lehetséges, hogy a beteg vagy legyengült állatokat nagyobb eséllyel harapják meg. Megfigyelték, hogy a partra vetődött fehérajkú kardszárnyú delfineken több tucatnyi friss vagy gyógyuló harapásnyom volt, míg az egészséges delfinek esetében ritka a támadás.
A világítócápa száján és fején jól megfigyelhető a parazita-jellegű táplálkozáshoz való alkalmazkodás. Az áldozatához való tapadáskor bezárja a fejtetőn levő légzőnyílást és lenyomja a nyelvét, hogy kisnyomású űrt teremtsen, miközben húsos ajkaival biztosítja a felülethez való szoros illeszkedést. Ezután felső fogaival beakaszkodik a bőrbe, alsó, pengeszerű fogsorával pedig beleharap és teste megcsavarásával félgömb alakú húst vág ki a zsákmányállatból. Fogainak szelőhatását segíti állkapcsainak előre-hátra való rezgetése (hasonlóan az elektromos késhez)

## Szaporodása
A rokon cápafajokhoz hasonlóan, a világítócápa is elevenszülő, megtermékenyített ikráit testében neveli a kikelésig. A nőstényeknek két "méhe" van és egyszerre 6-12 ivadékát hordozza bennük. Az újszülött cápák 14–15 cm hosszúak. A hímek kb. 36 cm-esen, míg a nőstények 39 cm-es korukban érik el az ivarérettséget.

## Jelentősége

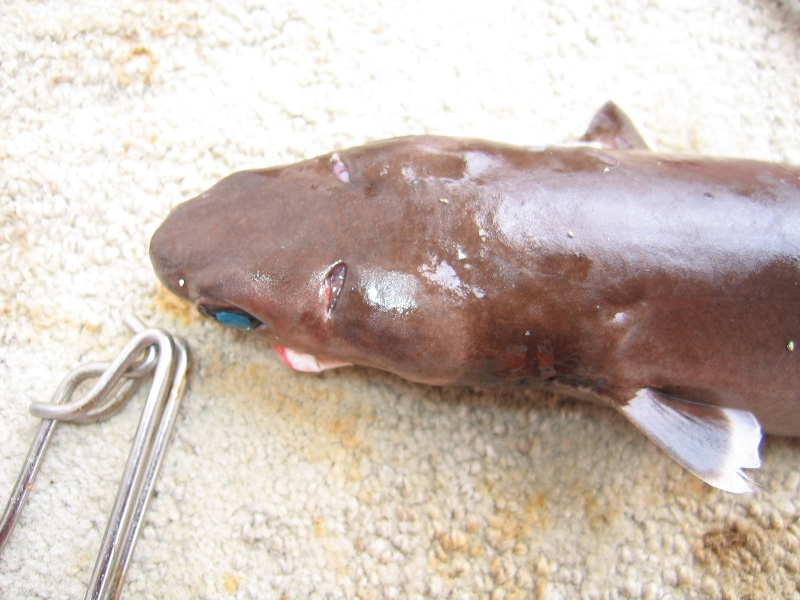
Horoggal kifogott cápa. Láthatóak a fejtetőn lévő, elzárható légzőnyílások

A világítócápa többnyire a partoktól távol és napközben a tengerfenék közelében tartózkodik, ezért ritkán találkozik az emberrel és kis mérete miatt nem jelent rá komoly fenyegetést. Ennek ellenére ismert néhány támadása. Egy nyílt tengeri merülés során egy búvárfotóst 30 cm-es cápák raja támadott meg. Hajtörések túlélői is jelentették, hogy éjszaka kisméretű, de mély harapásokat szenvedtek el. 2009 márciusában egy hawaii lakost harapott meg egy világítócápa úszás közben. Legalább két olyan eset ismert, amikor vízbefulladtak holttestén találtak post mortem eredetű cápaharapásokat.
A 70-es évek során több amerikai tengeralattjáró kénytelen volt visszatérni a bázisára, mert világítócápák átharapták a szonárjuk külső neoprén burkát és a belső hangvezető olaj kifolyt. A problémát a szonárburkolat üvegszálas megerősítésével orvosolták. A 80-as években legalább harminc amerikai tengeralattjárót rongáltak meg világítócápák a külső gumiborítású kábeleik megharapásával; itt is üvegszálas erősítést alkalmaztak. A cápák több alkalommal is kiharaptak darabokat vízalatti kábelek és oceanográfiai kutatóberendezések műanyag borításából. Néha minimális károkat okoz a halászhajók hálóiban, valamint a kereskedelmi szempontból fontos halfajokat károsítja.
A világítócápa túl kicsi és túl ritka ahhoz, hogy kereskedelmi halászata kifizetődő legyen. Néhány példányát véletlenül fogják ki nyílt-tengeri horgos, vagy közepes mélységben végzett hálós halászat során, esetleg planktonhálókkal. Mivel nem fenyegeti közvetlen veszély és a világ számos pontján előfordul, a Természetvédelmi Világszövetség Vörös listáján nem fenyegetett státuszt kapott. 

## Fordítás
- Ez a szócikk részben vagy egészben  a   Cookiecutter shark című angol Wikipédia-szócikk ezen változatának fordításán alapul.  Az eredeti cikk szerkesztőit annak laptörténete sorolja fel. Ez a jelzés csupán a megfogalmazás eredetét és a szerzői jogokat jelzi, nem szolgál a cikkben szereplő információk forrásmegjelöléseként.